# 英国海外军事基地

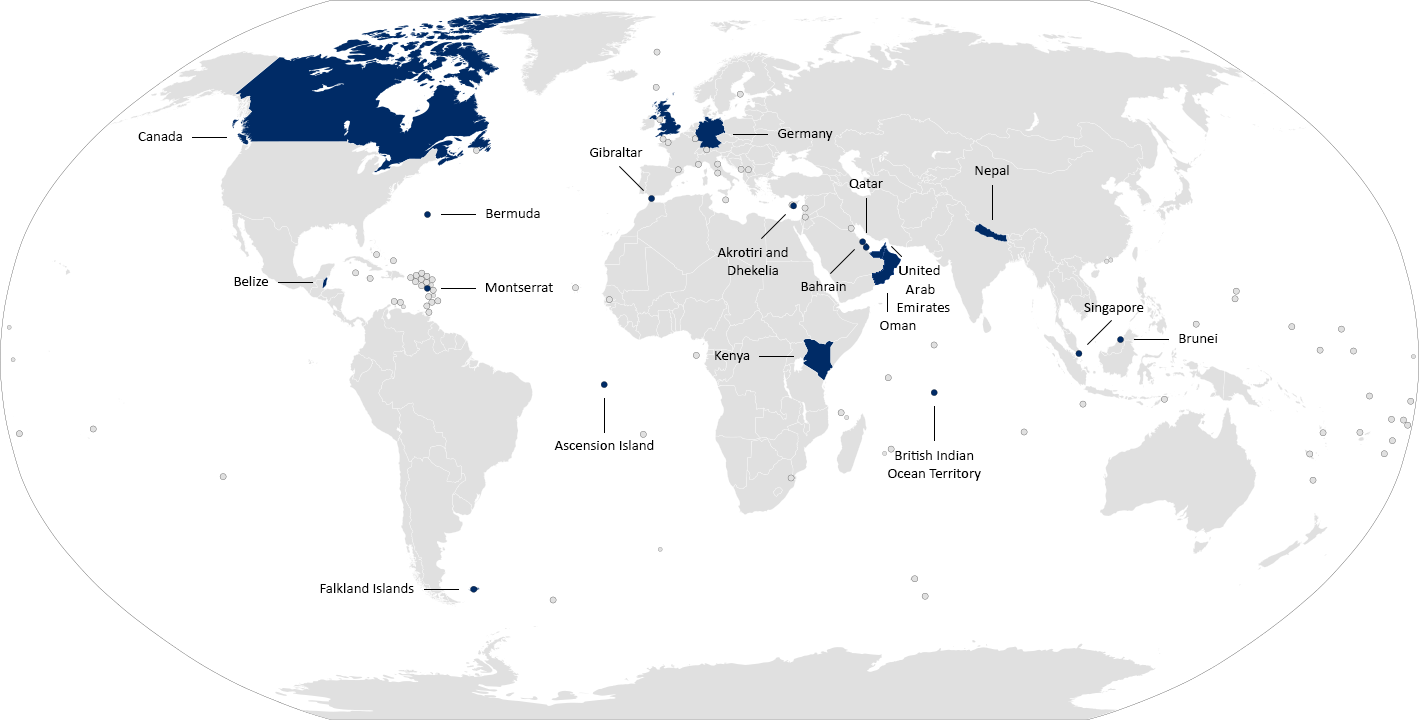
英国海外军事基地的全球分布

英国海外军事基地是英國軍隊在英国本土以外设置的军事设施，以进行远距离军事行动。英军海外基地大多位于有重要战略或外交意义的地方或附近区域，常用于军事物资补给。在1982年马岛战争中，阿森松島皇家空軍基地就发挥了重要的作用。英军海外基地很多位于英國海外領土或与英国保持亲密外交联系的前英国殖民地。

## 海外军事基地列表
|  |

- 阿森松岛：阿森松島皇家空軍基地
- 巴林
- 伯利兹
- 英屬印度洋領地
- 汶莱
- 加拿大
- 塞浦路斯
- 福克兰群岛
- 德国
- 直布罗陀
- 肯尼亚
- 尼泊尔
- 阿曼
- 卡塔尔：乌代德空军基地
- 新加坡